# Хосе Антоніо Камачо
Хосе́ Анто́ніо Кама́чо (ісп. José Antonio Camacho, нар. 8 червня 1955, Сьєса) — іспанський футболіст, що грав на позиції захисника, ліберо. По завершенні ігрової кар'єри — футбольний тренер.
Майже усю свою ігрову кар'єру провів у складі мадридського «Реала», де він провів понад 15 років і з'явився за цей час в більш ніж 500 офіційних матчах, та допоміг завоювати команді 19 великих титулів. При цьому сам він забив всього дев'ять голів. Крім того Камачо зіграв 81 гру за збірну Іспанії, представивши команду на двох чемпіонатах світу та стількох же чемпіонатах Європи.
Як тренер працював з низкою іспанських команд та португальською «Бенфікою», а також національними збірними Іспанії та Китаю, проте серйозних тренерських здобутків так і не досяг, вигравши за весь час лише один Кубок Португалії.

## Клубна кар'єра

### Ранні роки
Хосе Антоніо Камачо Альфаро народився 8 червня 1955 в містечку Сьєса (Мурсія). У його матері, Доньї Грегорії, було, крім Хосе Антоніо, ще четверо дітей. Його батько, Дон Антоніо, брав участь у Громадянській війні на боці республіканців і після її завершення провів багато років у в'язниці через свої республіканські погляди. Після звільнення він вирішив покинути рідне село і з усією родиною переїхати в Альбасете, де він працював теслею. У цьому місті молодший син Дона Антоніо, любитель легкої атлетики, плавання та навіть Формули-1, почав грати у футбол.
Його першою командою став «Тальєр Ескуела Сіндікаль», з якої він незабаром перейшов в юнацьку команду «Альбасете», де також грав його брат Педро. Тоді Камачо, що грав на позиції лівого півзахисника, своїм яскравим характером та талантом привернув увагу тренерів «Альбасете», які дозволили йому дебютувати в першій команді наприкінці 1972 року. Його дебют у молодіжній збірній Іспанії в початку 1973 року разом з вдалими іграми за «Альбасете» зацікавили грандів іспанського футболу — «Реал» з «Барселоною», які виявили бажання купити футболіста. Камачо вибрав столичний клуб.

### «Реал»
Під час перегляду Хосе Антоніо у підкаті під Сантільяну отримав легку травму, але йому надали ще один шанс, після якого він підписав з «вершковими» трирічний контракт і із березня 1973 року почав грати за «Реал Мадрид Кастілью», другу «реалівську» команду. Проте вже після кількох місяців у фарм-клубі, Камачо був переведений в основну команду «Реала» за бажанням нового тренера клубу Луїса Моловни. Дебютував 3 березня 1974 року в виїзному матчі проти «Малаги». Камачо відіграв свій перший матч на високому рівні, але через місяць у виїзній грі проти «Расинга» Хосе Антоніо провів невдалий матч. Його сильно критикували, і в тому сезоні він більше не зіграв жодного матчу.
У наступному сезоні 1974/75, завдяки югославському тренеру Миляну Миляничу, Камачо став гравцем стартового складу. Йому було всього 19 років, і він зіграв всі матчі «Мадрида», а команда виграла Ла Лігу і Кубок Короля.
Наприкінці сезону 1975/76 «Реал» знову виграв Чемпіонат Іспанії, а Камачо став найбільш затребуваним гравцем основного складу. А вже з наступного року Хосе Антоніо все більше награвався на позиції лівого захисника, показуючи свій атакувальний талант завдяки вибору позиції та швидкості. На цей момент Камачо вже був основним гравцем збірної Іспанії і в листопаді 1977 року допоміг збірній завоювати путівку на чемпіонат світу 1978 року в Аргентині. Але через кілька тижнів 5 січня 1978 року на тренуванні Камачо порвав хрестоподібну зв'язку лівого коліна і змушений був пропустити мундіаль. Крім того операція в Мадриді не дала результату, тому її довелося знову повторити, цього разу в Парижі, в березні 1979 року.
В підсумку Камачо був змушений пропустити близько 20 місяців, протягом яких він відновлювався. За цей час «Реал Мадрид» виграв два титули чемпіона Іспанії поспіль. Камачо знову з'явився в складі мадридського гранда в серпні 1979 року, а через місяць вже грав за національну команду в товариському матчі проти збірної Португалії. Той сезон 1979/80 завершився золотим дублем «Реала», а Камачо взяв безпосередню участь в досягненнях клубу, знову ставши незамінним гравцем основи.
У травні 1981 року «Реал Мадрид» поступився з мінімальним рахунком англійському «Ліверпулю» у фіналі Кубка Чемпіонів, після чого в команди настала чорна смуга, що завершилась за п'ять років двома завойованими поспіль Кубками УЄФА (1985 і 1986 року) в матчах з угорським «Відеотоном» і німецьким «Кельном». Що стосується Чемпіонату Іспанії, то «вершковим» довелося чекати приходу нового президента Рамона Мендоси, з яким у сезоні 1985/86 мадридці знову стали чемпіонами, після чого встановили рекорд з п'яти поспіль виграних національних чемпіонатів.
Камачо завершив виступи за «вершкових» після закінчення сезону 1988/89. За ці шістнадцять сезонів він дев'ять разів виборював титул чемпіона Іспанії, п'ять разів ставав володарем КУбка Іспанії, та по два рази виграв Кубок УЄФА та Суперкубок Іспанії.

## Виступи за збірну
В лютому 1975 дебютував в офіційних матчах у складі національної збірної Іспанії, коли тодішній тренер збірної Ладіслав Кубала випустив Камачо в стартовому складі в матчі зі збірною Шотландії.
1975 року дебютував в офіційних матчах у складі національної збірної Іспанії. Протягом кар'єри у національній команді, яка тривала 14 років, провів у формі головної команди країни 81 матч.
У складі збірної був учасником домашнього чемпіонату світу 1982 року, чемпіонату Європи 1984 року у Франції, де разом з командою здобув «срібло», чемпіонату світу 1986 року у Мексиці, та чемпіонату Європи 1988 року у ФРН, причому на двох останніх турнірах виводив команду на поле в статусі капітана.
На чемпіонаті світу 1986 року в Мексиці, коли північноірландець Колін Кларк влучив шипами своїх бутс в обличчя Камачо, скривавлений іспанець відмовився від заміни та попросив, щоб йому наклали шви, після чого продовжив матч з перев'язаною головою.
Камачо зіграв свій останній матч за збірну на Євро-1988 проти господарів турніру.

## Кар'єра тренера
Після виходу на пенсію Хосе 1989 року почав наставницьку кар'єру в тренерському штабі рідного «Реала», а першими командами, де він зміг застосувати свій професійний досвід, отриманий у «гранда» іспанського футболу, були «Райо Вальєкано» та «Еспаньйол».
Влітку 1998 року Камачо почав тренувати «Реал Мадрид», але залишив його всього лише на 22 день через розбіжності з керівництвом клубу і того ж року став тренером збірної Іспанії. Але на чемпіонаті Європи 2000 року у Бельгії та Нідерландах і чемпіонаті світу 2002 року в Японії і Південній Кореї вилітав на стадії чвертьфіналу, через що незабаром після мундіалю був звільнений.
2002 року Камачо перебрався до Португалії. Під керівництвом іспанця «Бенфіка» виграла Кубок Португалії та зайняла друге місце в чемпіонаті.
Влітку 2004 року Камачо повернувся в «Реал», підписавши дворічний контракт, але після ряду поразок пішов у відставку і був замінений своїм же помічником Маріано Гарсією Ремоном.
Після цього Камачо почав працювати коментатором на іспанському телебаченні, а 2007 року повернувся в «Бенфіку», але цього разу безуспішно.
13 жовтня 2008 Камачо замінив Хосе Анхеля Зігандуна посаді тренера «Осасуни». 14 лютого 2011 року Камачо був звільнений у зв'язку з тим, що його команда опинилась в зоні вильоту. Зрештою клуб закінчив той сезон на дев'ятій позиції.
13 серпня 2011 року Камачо підписав трирічний контракт з китайською національною збірною, яку очолював як головний тренер до літа 2013 року.
В листопаді 2016 року очолив збірну Габону, за 43 дні до початку домашнього Кубка африканських націй 2017 року.Команда вийшла з групового етапу із трьома нічиїми.
Камачо був звільнений від своїх обов'язків 12 вересня 2018 через погані результати.

## Статистика

### Клубна
| Чемпіонат | Чемпіонат     | Чемпіонат | Ліга | Ліга |
| Сезон     | Клуб          | Ліга      | Ігри | Голи |
| Іспанія   | Іспанія       | Іспанія   | Ліга | Ліга |
| --------- | ------------- | --------- | ---- | ---- |
| 1973-74   | «Реал Мадрид» | Ла Ліга   | 5    | 0    |
| 1974-75   | «Реал Мадрид» | Ла Ліга   | 34   | 0    |
| 1975-76   | «Реал Мадрид» | Ла Ліга   | 33   | 1    |
| 1976-77   | «Реал Мадрид» | Ла Ліга   | 32   | 2    |
| 1977-78   | «Реал Мадрид» | Ла Ліга   | 15   | 2    |
| 1978-79   | «Реал Мадрид» | Ла Ліга   | 0    | 0    |
| 1979-80   | «Реал Мадрид» | Ла Ліга   | 33   | 0    |
| 1980-81   | «Реал Мадрид» | Ла Ліга   | 34   | 0    |
| 1981-82   | «Реал Мадрид» | Ла Ліга   | 33   | 2    |
| 1982-83   | «Реал Мадрид» | Ла Ліга   | 34   | 1    |
| 1983-84   | «Реал Мадрид» | Ла Ліга   | 30   | 1    |
| 1984-85   | «Реал Мадрид» | Ла Ліга   | 33   | 0    |
| 1985-86   | «Реал Мадрид» | Ла Ліга   | 29   | 0    |
| 1986-87   | «Реал Мадрид» | Ла Ліга   | 32   | 0    |
| 1987-88   | «Реал Мадрид» | Ла Ліга   | 30   | 0    |
| 1988-89   | «Реал Мадрид» | Ла Ліга   | 7    | 0    |
| Всього    | Всього        | Всього    | 414  | 9    |

### Збірна
| Збірна Іспанії | Збірна Іспанії | Збірна Іспанії |
| Роки           | Ігри           | Голи           |
| -------------- | -------------- | -------------- |
| 1975           | 3              | 0              |
| 1976           | 3              | 0              |
| 1977           | 6              | 0              |
| 1978           | 0              | 0              |
| 1979           | 1              | 0              |
| 1980           | 0              | 0              |
| 1981           | 13             | 0              |
| 1982           | 10             | 0              |
| 1983           | 7              | 0              |
| 1984           | 12             | 0              |
| 1985           | 7              | 0              |
| 1986           | 11             | 0              |
| 1987           | 4              | 0              |
| 1988           | 4              | 0              |
| Всього         | 81             | 0              |

## Титули і досягнення

### Як гравця
- Чемпіон Іспанії (9):

«Реал Мадрид»: 1974-75, 1975-76, 1977-78, 1978-79, 1979-80, 1985-86, 1986-87, 1987-88, 1988-89, 1989-90
- Володар Кубка Іспанії (5):

«Реал Мадрид»: 1973-74, 1974-75, 1979-80, 1981-82, 1988-89
- Володар Кубка іспанської ліги (1):

«Реал Мадрид»:  1985
- Володар Суперкубка Іспанії (2):

«Реал Мадрид»: 1988, 1989
- Володар Кубка УЄФА (2):

«Реал Мадрид»: 1984-85, 1985-86
- Віце-чемпіон Європи: 1984

### Як тренера
- Володар Кубка Португалії (1):

«Бенфіка»: 2003-04